# Río Guadalén
El río Guadalén es un río del sur de la península ibérica perteneciente a la cuenca hidrográfica del Guadalquivir, que transcurre por las provincias de Ciudad Real y Jaén (España).

## Curso
Nace en Fuente de la Zarza, en el término municipal de Santa Cruz de los Cáñamos (Ciudad Real), perteneciente a la comarca del Campo de Montiel y tras atravesar Sierra Morena desemboca en el río Guadalimar. Recibe los aportes del Dañador, Montizón y Guarrizas.
En su curso se halla el embalse del Guadalén de 163 hm³.

## Flora y fauna
La cuenca del Guadalén presenta un relieve abrupto que limita la accesibilidad al territorio de modo que ha contribuido a mantener un elevado grado de naturalidad que permite el asentamiento de importantes poblaciones de flora de monte mediterráneo y de fauna, entre las que se encuentran tanto especies amenazadas como cinegéticas como el águila imperial ibérica (Aquila adalberti), el lince ibérico (Lynx pardinus), el lobo (Canis lupus), el jabalí (Sus scrofa), el zorro (Vulpes vulpes), el ciervo (Cervus elaphus) o el gamo (Dama dama). Junto con la cuenca del río Rumblar y del río Guadalmena ha sido declarada Zona de Especial Conservación.